# Houghton (East Riding of Yorkshire)
Houghton è una borgata nella divisione amministrativa di East Riding of Yorkshire in Inghilterra. Dista 3,2 km da Market Weighton.
È parte della parrocchia civile di Sancton.

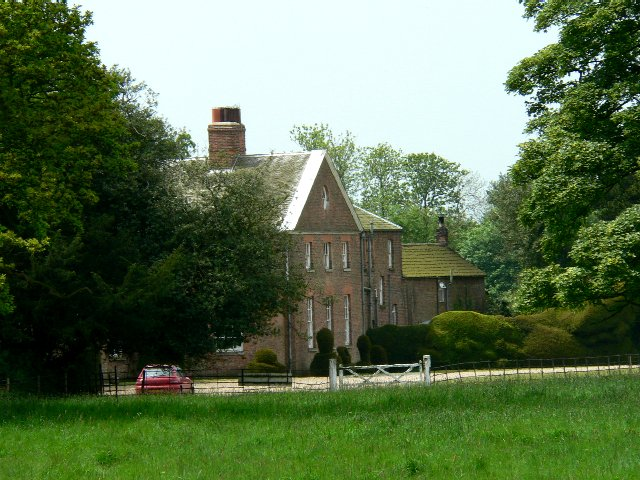
Houghton Hall, vicino Houghton